# Michel Bégon
Michel Bégon, conocido también como Michel V Bégon (Blois, 25 de diciembre de 1638 - Rochefort, 14 de marzo de 1710), era un marino francés. Fue oficial de Marina e intendente en el puerto de Rochefort y en La Rochelle. Apasionado naturalista, fue coleccionista de plantas. El naturalista Charles Plumier dio su nombre a la begonia.

## Vida
Era hijo de Michel IV Bégon (1604–1683) y su mujer Claude Viart, afincados en Blois. La familia Bégon era una familia de abogados y magistrados, con miembros ilustres en el Gobierno de los Tribunales y la Justicia. Michel Bégon fue oficial de Sellos de Blois (1662) y presidente de la Corte (1667). Se unió a la Armada tarde (alrededor de los 40 años), cuando Colbert le nombró tesorero de la Marina en el Levante, en Tolón (1677). A continuación, Bégon salió de las costas del Mediterráneo y se convirtió en comisionado general de la Marina en Brest (24 de noviembre de 1680) y, más tarde, en Le Havre (1681). Cruzó el Atlántico para ser intendente de las Islas de Barlovento (1 de mayo de 1682 a 24 de noviembre de 1684). Nombrado intendente de Saint-Domingue, instaló su sede en el este de la isla de Haití, donde él y Bertrand D'Ogeron consiguieron impulsar el comercio de especias.
Al regresar de las Antillas, volvió a ser destinado al Levante, donde con fecha 4 de noviembre de 1684 fue nombrado intendente de galeras en Marsella. El 1 de septiembre de 1688 Michel Bégon se convirtió en intendente de Rochefort (1688- 13 de marzo de 1710). En 1694, también recibió los asuntos de la región de La Rochelle (1694-1710). Su paso por Rochefort transformó drásticamente el puerto. Colbert (1669-1674) fue el principal contribuyente al desarrollo de Rochefort.

### Familia
Michel Bégon era primo de Marie Charron, esposa de Colbert e hija de Jacques Charron y Marie Bégon. Se casó con Marie-Madeleine Druilhon el 16 de febrero de 1665 en Blois. Ella era hija de Pierre Druilhon, miembro de la Chambre des comptes de Blois. Madeleine había nacido en Blois, y fue bautizada en la parroquia de Sainte-Solenne el 29 de marzo de 1645. Murió en la misma ciudad el 25 de diciembre de 1697.

### Reconocimientos
Michel Bégon era señor de Picardière y Mirbelin (o Murbelaix), y también poseyó una propiedad en Saint-Pierre (Martinica), vendida en 1684 al dejar las Antillas. En 1686 se convirtió en asesor honorífico del Parlamento de Aix.

## Botánica

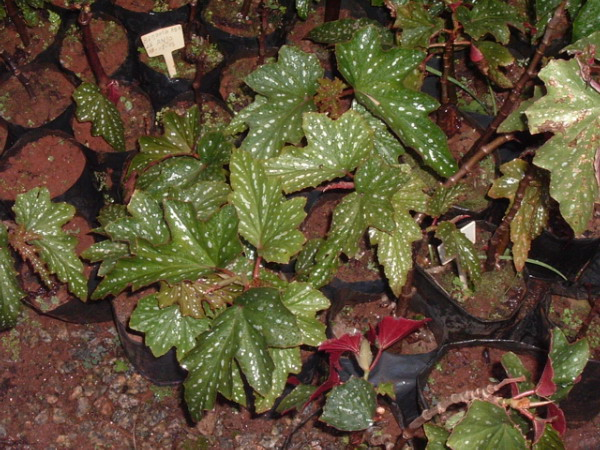
Begonia

Su padre le dejó una gran biblioteca, que constituye en sí misma un gabinete de curiosidades. Fue un apasionado coleccionista de botánica y en su honor el naturalista marsellés Charles Plumier bautizó con su nombre una flor, la begonia, que procedía de las Indias Occidentales.
Su colección de medallas y grabados se vendió al rey de Francia en 1770 por 16 481 libras y una pensión de 2000 libras. Incluía 24 746 piezas (8133 retratos, 15 688 grabados y 925 dibujos) y fue a parar a la sala de impresión de la Biblioteca Real (ahora Biblioteca Nacional de Francia).